# Stehlík obecný
Stehlík obecný (Carduelis carduelis) je malý pěvec z čeledi pěnkavovití s rozsáhlým areálem.

## Taxonomie
Jsou rozlišovány poddruhy:
- Carduelis carduelis carduelis Linnaeus, 1758 – stehlík obecný evropský – většinová část evropského areálu
- C. c. africanus Hartert, 1903 – stehlík obecný severoafrický – sporný taxon
- C. c. balcanica Sachtleben, 1919 – stehlík obecný balkánský – jihozápadní Evropa (Balkán)
- C. c. britannica Hartert, 1903 – stehlík obecný anglický – Britské ostrovy, Nizozemsko
- C. c. colchica Koudashev, 1915 – stehlík obecný kolchidský (s. o. kavkazský) – Krym a Kavkaz (Írán, Turecko, Ukrajina); syn. C. c. brevirostris Zarudny, 1889;
- C. c. loudoni Zarudny, 1906 – jižní Kavkaz (Ázerbájdžán) a Írán
- C. c. major Taczanowski, 1879 – stehlík obecný západoasijský – západ Asie, Sibiř
- C. c. niediecki Reichenow, 1907 – stehlík obecný maloasijský – Egypt, Irák, Izrael, Kréta, Kypr, Řecko
- C. c. paropanisi Kollibay, 1910 – stehlík obecný kazachstánský – Afghánistán
- C. c. parva parva Tschusi, 1901 – stehlík obecný španělský – jižní Francie, Pyrenejský poloostrov, Apeninský poloostrov, severozápadní Afrika, Azory, Baleáry, Kanárské ostrovy
- C. c. subulata Gloger, 1833 – Rusko
- C. c. tschusii Arrigoni, 1902 – stehlík obecný sardinský – Korsika, Sardinie, Sicílie
- C. c. ultima Koelz, 1949
- C. c. volgensis Buturlin, 1906 – stehlík obecný východoruský – Rusko[2]

## Popis
- Délka těla: 12,5–13,5 cm
- rozpětí křídel: 23 cm
- hmotnost: 16 g[2]

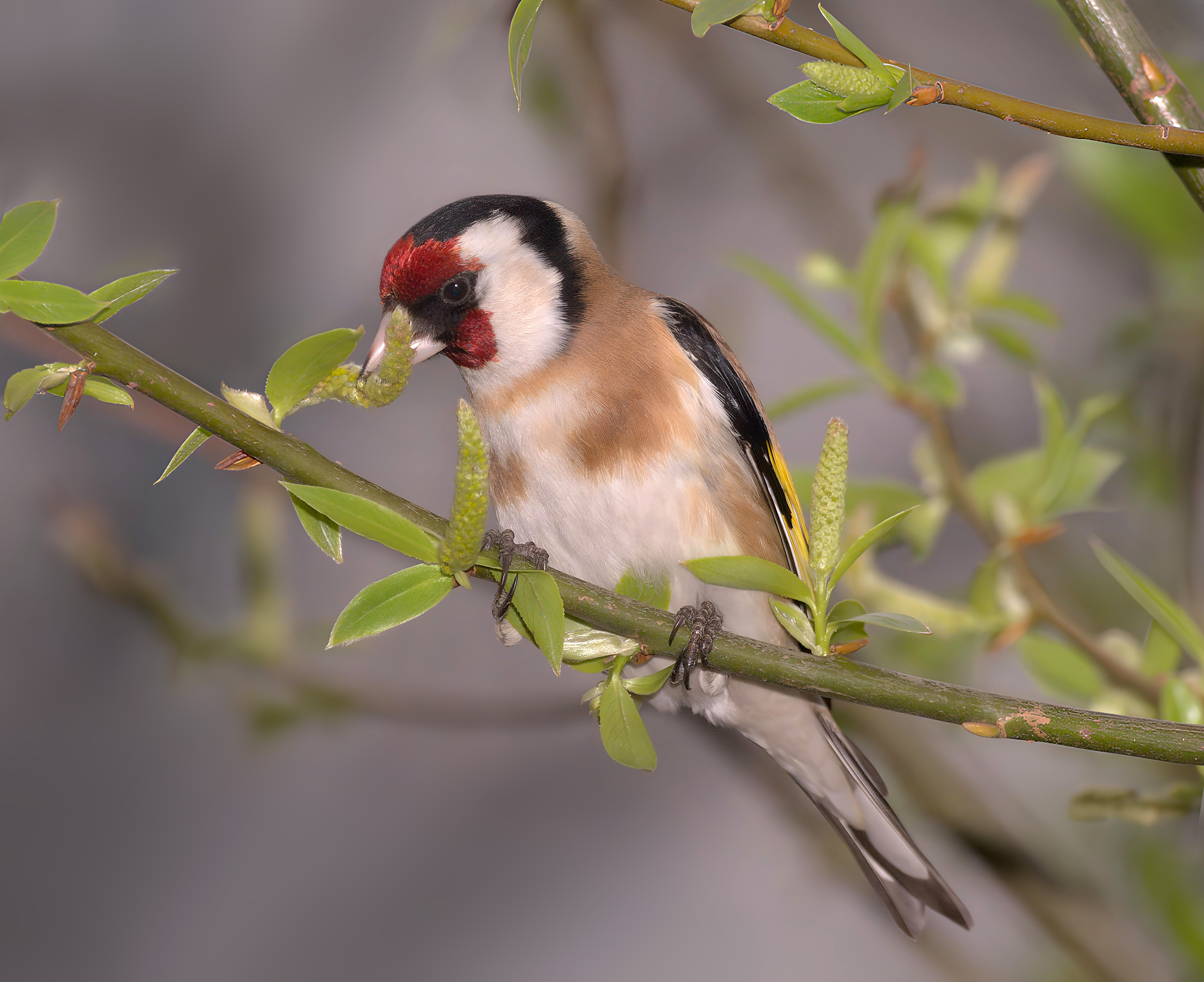
Carduelis carduelis

Stehlík obecný má štíhlé tělo, dlouhá křídla, silný, poměrně dlouhý, hodně špičatý zobák barvy slonoviny až zarůžovělý a hnědé končetiny. Je pestře zbarvený, svrchu béžově, křídla má zčásti černá s bílými skvrnami a jasným žlutým pruhem, zespodu je bílý, hlava má charakteristickou červenou masku, zbytek hlavy je černobílý. Obě pohlaví jsou zbarvena téměř stejně a bývá obtížné je rozlišit. Samec má však výraznější a větší červenou masku – pokrývá větší část hlavy než u samice a zasahuje až za oko; ramena křídel má samec celá černá, zatímco samice z části šedivá. Jiná je také geometrie zobáku, samec mívá zobák delší a užší, není to však pravidlem. Mladí ptáci až do podzimního pelichání nemají červenou masku. Hlava je šedohnědá a rozpitě čárkovaná, kresba černobílá; záda a spodní strana jsou světle hnědé, tmavě čárkované; křídla černá se žlutými poli.
Ptáci létají rychlým obratným vlnkovitým letem. Chovají se neposedně, na vrcholcích pcháčů a bodláků stále poposedávají a přeletují z jednoho na druhý; když ztrácejí rovnováhu, třepotají křídly.

## Hlas
Ozývá se často. Zpěv, přednášený z vyvýšeného místa, ze stromu či drátu elektrického vedení, tvoří hlavně švitořivé a cvrčivé prvky. Obsahuje vábení znějící jako „štyglic“ či „tyglic“ a také „cuitt-uit-uit“, kterým se ptáci ozývají i za letu. Podle Dungela a Hudce je zpěv rozmanité ostré švitoření „stiglic-stiglic“ s dalšími tóny; poplašný hlas protažené „a-iíh“. Svensson uvádí poměrně tichý zpěv podobný čížkovi, složený z rychlých trylků, mňoukavých tónů a štěbetavých částí. Zpěv lze poznat podle vábení, kterým je protkán; vábením je trojslabičné, přeskakující a veselé „tikelitt“. Z hejna hledajícího potravu někdy zaznívá povídavé jednoslabičné „litt“ nebo dvouslabičné „telitt“. Hejno se ozývá skřípavým „čree“.

## Rozšíření
Hojně se vyskytuje v celé Evropě kromě větší části Skandinávského poloostrova a severního Ruska; žije v Asii východně až po Bajkalské jezero a jižně po Himálaj a v severní a severovýchodní Africe. Jedinci, kteří unikli z umělých odchovů, vytvořili stálou populaci i v Austrálii a na Novém Zélandu, introdukován také do Severní a Jižní Ameriky.
Je částečně tažný, na zimu z větší části migruje do jižní a západní Evropy.

## Výskyt v Česku
Na celém území patří mezi běžně rozšířené druhy; během tří mapování byl zaznamenán v 98–99 % všech kvadrátů. Nejhojnější je v nížinách až pahorkatinách, lze jej však spatřit i v horách. Výjimečně bývá pozorován v hnízdím období i nad horní hranicí lesa. Hnízdění v nejvyšším místě bylo hlášeno z Pomezních bud (1040 m n. m.).
V České republice částečně tažný. Asi polovina stehlíků odlétá v říjnu až listopadu do Středomoří, odkud se vracejí v březnu až dubnu.

## Prostředí
Původně pták světlých okrajů smíšeného a listnatého lesa a rozvolněných lesních porostů. Dnes žije převážně v kulturní otevřené krajině, vesměs v blízkosti vesnic a měst, v parcích, alejích, sadech, zahradách, na hřbitovech. Obývá také příbřežní porosty stromů a keřů tekoucích i stojatých vod i řídké listnaté a smíšené lesy. Oblíbil si parkovitou krajinu s dostatkem stromů. Mimo období hnízdění je vidět na polích, loukách, opuštěných a zarostlých pozemcích, kde vyhledává potravu.

## Chování
Na podzim a v zimě se většinou seskupuje do hejnek, někdy i do početných hejn. Není příliš teritoriální a má sklon k vytváření volných kolonií o dvou až pěti párech, s hnízdy vzdálenými jen několik metrů od sebe.

## Potrava
Stehlíci jsou specialisté na semena, která ještě vězí v semenících. Požírají malá semena různých druhů rostlin, nejčastěji hvězdnicovitých (pcháčů, bodláků, pampelišek, pupalek, lociky), mrkvovitých (bedrníku, bršlice, jarmanky, kerblíku, kmínu aj.), obratně šplhají po tenkých větvičkách bříz a olší, z jejichž šištiček vybírají semena. Při sběru potravy využívají stehlíci široké okolí hnízdiště, obvykle do 500 m od hnízda, především otevřené ruderální plochy, úhory, zanedbané louky, příkopy a okraje silnic. Na místa s bohatou potravní nabídkou se celoročně sletují různě velká hejna. V zimě zalétávají na krmítka.

## Hnízdění

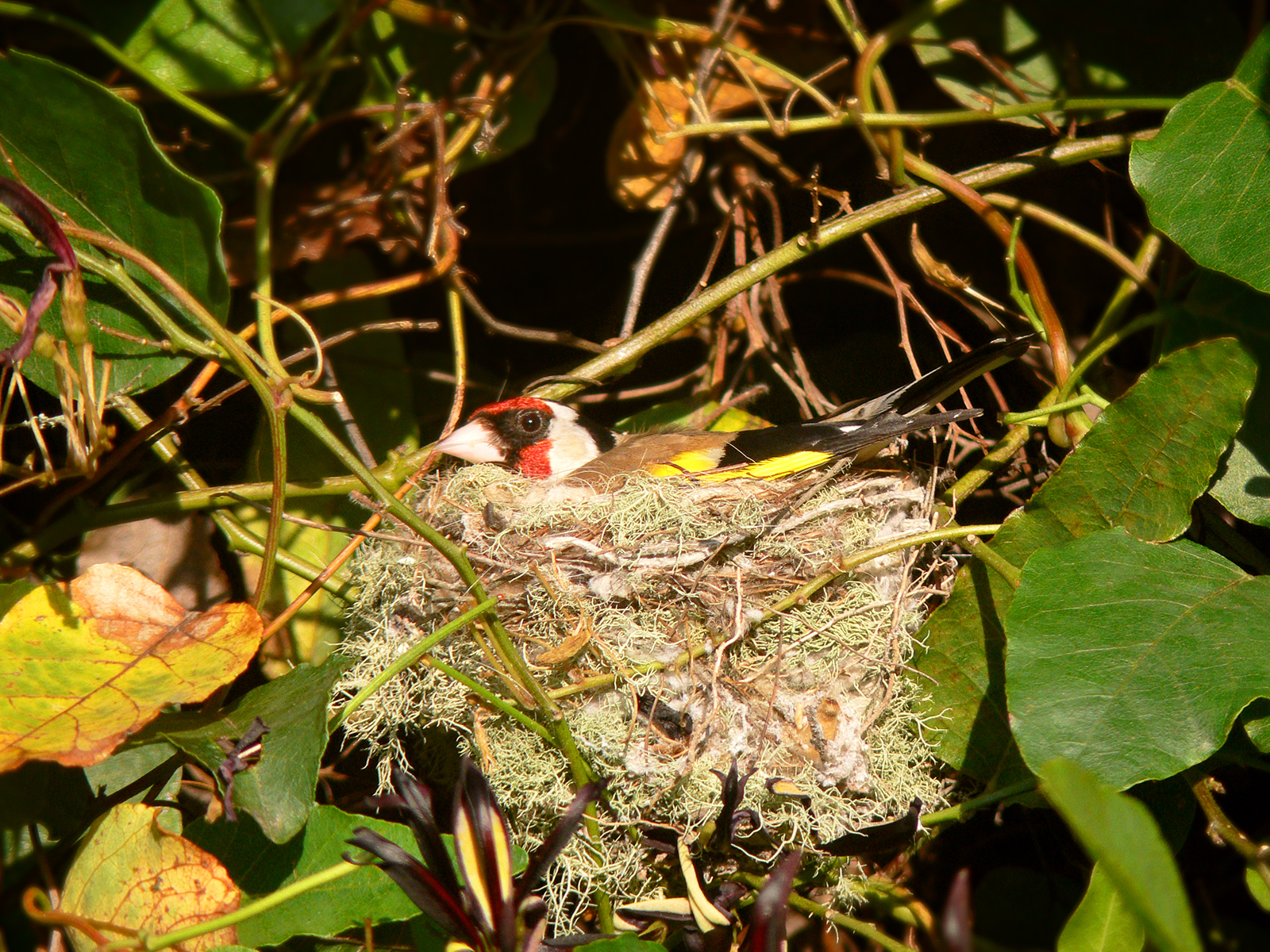
Stehlík na hnízdě

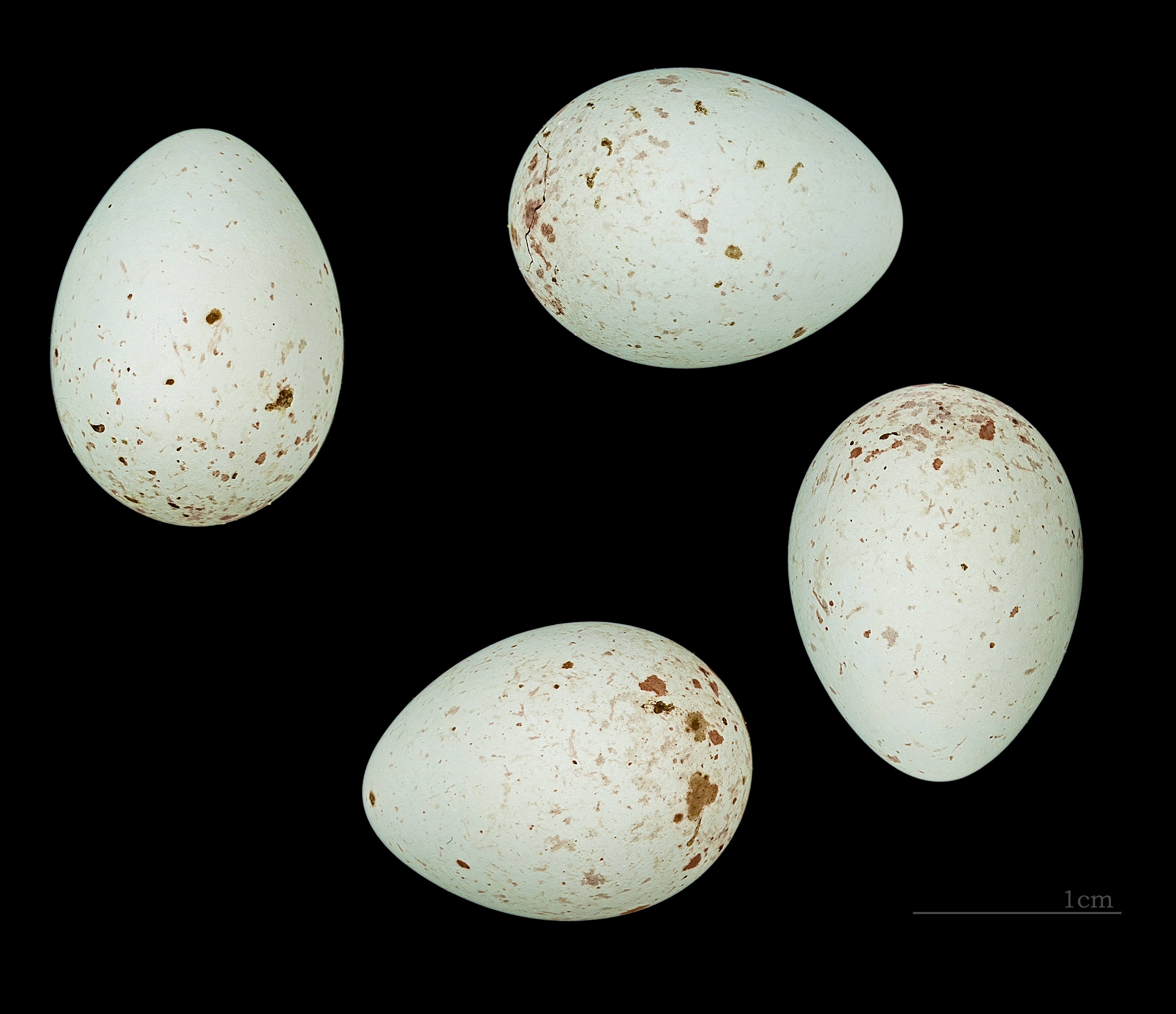
Carduelis carduelis carduelis

Samečkové začínají zpívat již v únoru, kdy se ještě zdržují v zimních hejnech. Začátkem dubna se hejna rozpadají a tvoří se páry. Hnízdí od května do začátku srpna, ve střední a jižní Evropě dvakrát, na severu jednou. Hnízdo staví samička téměř výhradně na listnatých, často ovocných stromech, většinou ve vidlici větve na postranní větvi daleko od kmene, zřídka níže než 4 m nad zemí. Hnízdo je tlustostěná miska (nahoře s trochu dovnitř zahnutými stěnami) pečlivě spletená z jemných stébel, kořínků a mechu; vše je propleteno hmyzím předivem a lišejníky. Do hnízdního důlku vystlaného chmýřím z bodláků a zvířecí srstí snáší samička 4–5 (3–6 ) bělavých vajíček s načervenalými tečkami a čárkami. Po dobu sezení (12–14 dní) ji sameček krmí. Mladé krmí rodiče zprvu hmyzem, později semeny (včetně nezralých) změkčenými ve voleti. Mláďata opouštějí hnízdo po 13–15 dnech.

## Chov

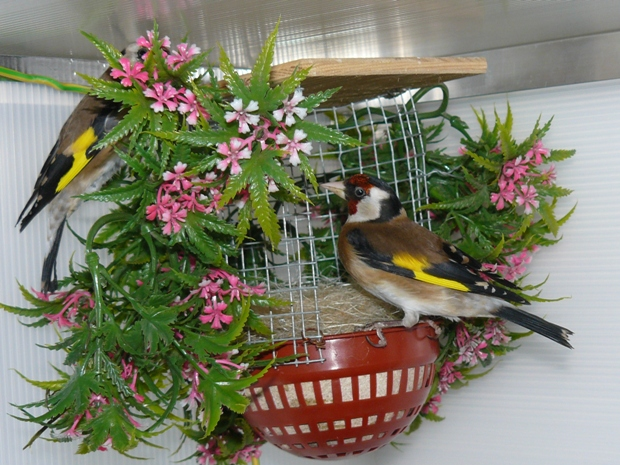
Stehlíci při hnízdění v kleci

Stehlík byl v minulosti vítanou kořistí čižbářů. Od prehistorie po celý středověk a v novověku až do poloviny 19. století byl spolu s jinými pěnkavovitými ptáky běžně chytán. Kvůli atraktivnímu vzhledu a příjemnému zpěvu se stal oblíbeným a ceněným klecním ptákem. Chov stehlíků, zejména v západní Evropě, neztratil nikdy na popularitě. Známí jsou pestře zbarvení kříženci stehlíka s kanárem. V současnosti jsou i v ČR chováni a rozmnožováni jedinci pocházející z registrovaných chovů (v souladu s platným zákonem na ochranu přírody a krajiny). Takový chov je cenným zdrojem poučení a informací o bionomii druhu. V zajetí jsou vedle většího poddruhu (C. carduelis major) stále populárnější četné barevné mutace.

## České pojmenování
Historické pojmenování stehlíka obecného bylo jednoslovné: stehlík. Jméno je praslovanské a stará podoba tohoto jména s onomastickým základem byla v praslovanštině *stegblb, ve staročeštině *stehlec. Odvozeno je od hlasu (vábení) ptáka a zapisuje se obyčejně stiglic-stiglic apod. Slezská podoba jména byla styglik. Starý lidový moravský název „plavý stehlík“ označoval slavíka. Zoologickým názvem stehlík je ve slovenštině pojmenován zvonek.
V Krátkém přírodopisu čili Poučení o věcech v přirozenosti se nacházejících (1835) od Františka Šíra lze nalézt několik zásahů do zoologického názvosloví ve snaze poslovanštit ho. Příkladem je neopodstatněná změna názvu stehlík na Štíhlík.

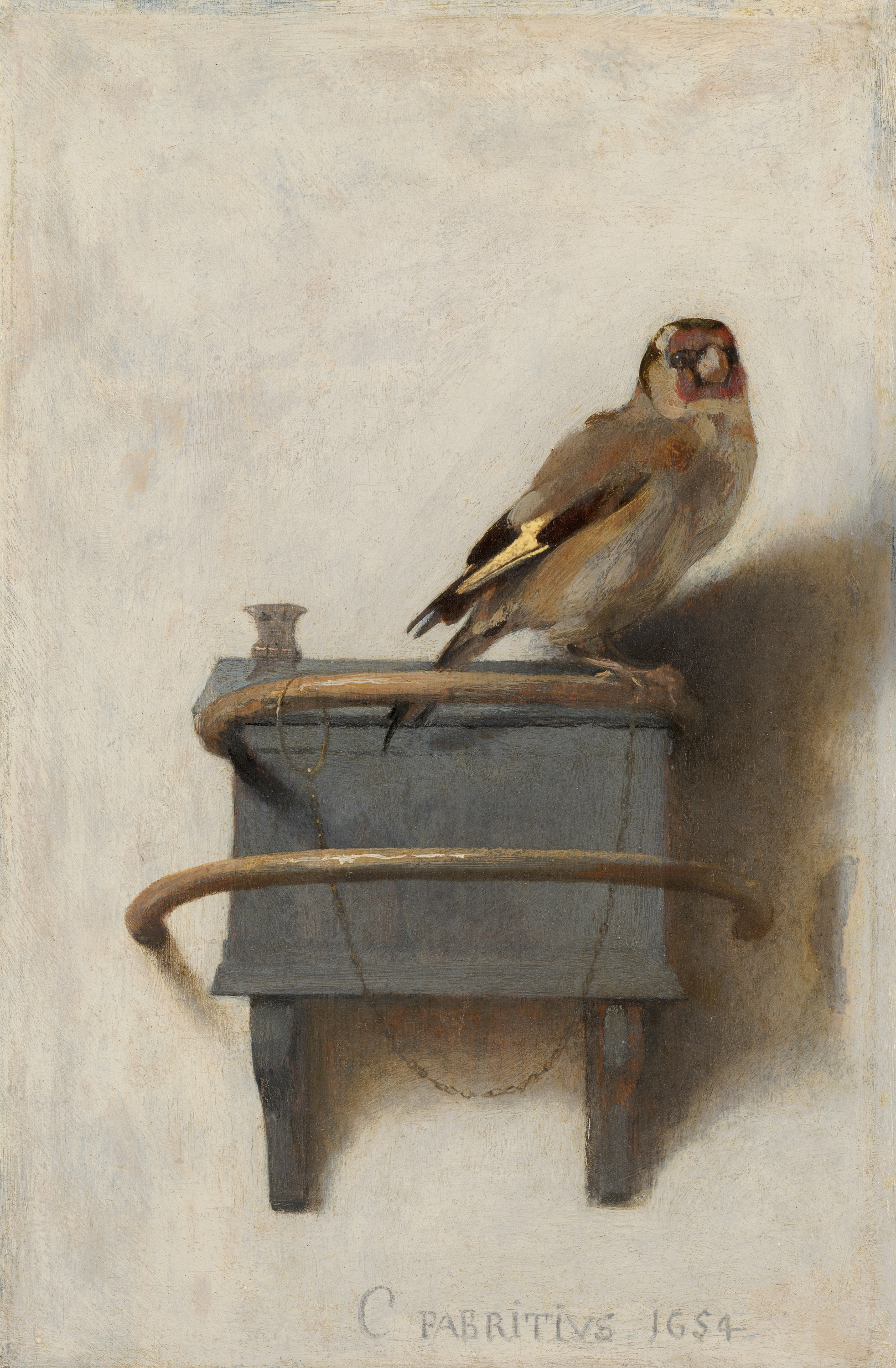
Stehlík (C. Fabritius 1654); olej na desce

## Stehlík jako kulturní symbol
Nádherně zbarvený stehlík obecný poutal vždy pozornost prostých lidí i umělců.
Stehlík v křesťanské symbolice může souviset s dětstvím Krista, ale může být považován i za výraz vztahu mezi milujícími se osobami a v tomto smyslu být přenosný i na výše zmíněný mystický poměr Krista a Panny Marie. Podle středověkých legend např. stehlík vytrhával trny z hlavy Krista nesoucího kříž na Golgotu a červeň peříček kolem jeho zobáku byla ztotožňována s krví Kristovou, kterou se stehlík při tom potřísnil.
Patrně nejznámějším výtvarnám dílem je Het puttertje (Stehlík, The goldfinch) nizozemského malíře Carela Fabritia, jednoho z nejtalentovanějších žáků Rembrandta. Dílo signované C. FABRITIUS 1654 je od roku 1896 součástí sbírek galerie Mauritshuis v Haagu.
V roce 2014 získala Pulitzerovu cenu Donna Tarttová za román The Goldfinch. Příběh, na jehož počátku je třináctiletý Theo Decker svázán s Fabritiovým obrazem Stehlík, vydalo v českém překladu Argo v roce 2015. Podle románu je natáčen film v režii Johna Crowleye, v hlavní roli s Anselem Elgortem (2019).

## Zajímavosti
Ve Velkém přírodopisu ptáků z roku 1910 se dočteme: Zpívá vesele, rychlým tempem a střídavě a jeho písničku je dost daleko slyšeti. ... Trilkuje, cvrčí, hlaholí jen což, často slyšeti při tom i volání „pink, pink, pink“ a čím déle tuto slabiku a vytrvaleji opakuje, tím cennější zpěvák. Za zpěvu se vrtí neustále sem tam, v pravo v levo a zpívá mimo pelichání skoro po celý rok. Písnička jeho se po česku poslouchá takto: „Cvivit cvivit šoulík — túdlik túdlik tutik tutik — viu činěr vitti vitti — šafš avšaf šaf povial — paní paní třap třap třap vaja vaja tudlík tudlík čararada — fink, fink, fink“. Vábivé tóny jeho zní „stiglit“; odtud i jeho německé: Stieglitz, Stachlik, Stechlitz, české: Stehlík; maďarské: Tengelic, švédské: Steglits. norské a dánské: Stillids, finské: Tikli a p. — V letu se ozývá „pik pik — pikelnik, pikelnik — eia“.